# 李元翼
李元翼（1547年—1634年），字公勵，號梧里，本貫全州李氏，朝鮮王朝宗室，政治家、大臣、儒學家。

## 生平
1569年科舉合格，歷任大司憲、吏曹判書、左議政、領議政等職。是東人黨分支南人黨的領袖。
壬辰倭亂期間，參加收復平壤之戰。在稷山之戰中率軍掩護明軍左翼。1604年，因壬辰倭亂中的功績，封完平府院君。
光海君即位後就任領議政。光海君要廢黜仁穆大妃時，李元翼極力反對，1617年，被罷官流放江原道洪川郡。1619年，在群臣的壓力下，光海君被迫釋放李元翼。
1623年仁祖反正後再度出任領議政。1627年丁卯胡亂時被任命為都體察使，負責保衛王世子李溰。戰後辭官隱居。死後諡文忠，配享宗廟仁祖大王之位。

## 家族
其父為咸川君李億戴，高祖為益寧君李袳（朝鮮太宗庶八子）。他與尹鑴、許穆、李舜臣都有姻親關係。
- 高祖：益寧君 李袳
  - 曾祖：秀泉君 李貞恩
    - 祖父：青杞君 李彪
      - 父：咸川君 李億載
- 外高祖：鄭价
  - 外曾祖：鄭啓咸
    - 外祖：鄭錙
      - 母：東萊郡夫人鄭氏
        - 妻：貞敬夫人 迎日鄭氏，鄭樞之女。
          - 子：完善君 李義傳